# Andersonoplatus flavus
Andersonoplatus flavus es una especie de escarabajo del género Andersonoplatus, familia Chrysomelidae. Fue descrita científicamente por Linzmeier & Konstantinov en 2018.
Habita en Venezuela.

## Descripción
La longitud del cuerpo es de 2,70–2,91 mm y ancho 1,40–1,51 mm, pronoto y élitros con poco pelaje. A. flavus es de color amarillo.